# Neopataecus waterhousii
Neopataecus waterhousii är en fiskart som först beskrevs av François Louis Nompar de Caumont de Laporte 1872.  Neopataecus waterhousii ingår i släktet Neopataecus och familjen Pataecidae. Inga underarter finns listade i Catalogue of Life.